# 伊巴蒂巴
20°14′11″S 41°30′33″W / 20.23639°S 41.50917°W

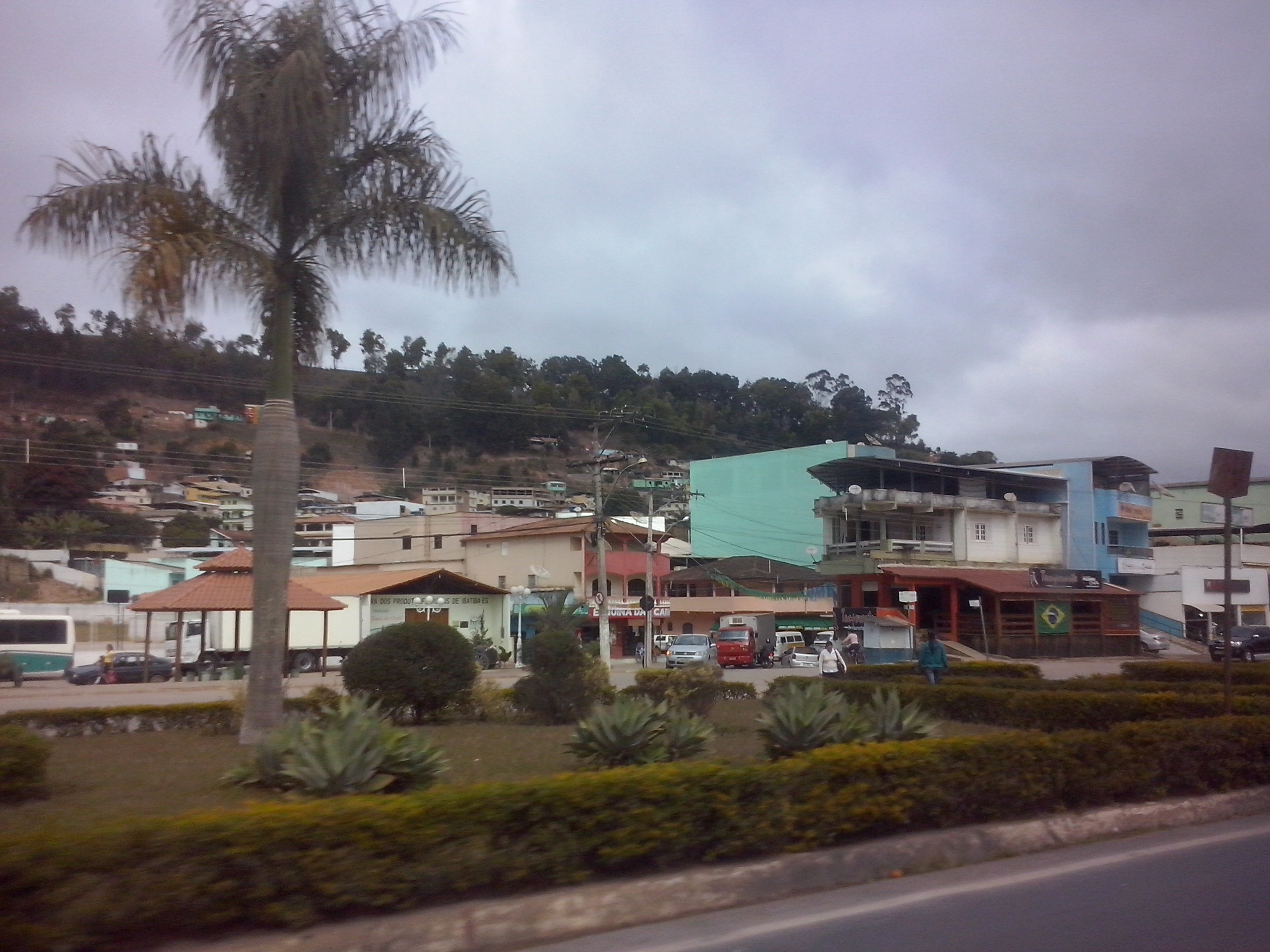
伊巴蒂巴

伊巴蒂巴（葡萄牙語：Ibatiba），是巴西的城鎮，位於該國東南部，由聖埃斯皮里圖州負責管轄，始建於1981年11月7日，面積241平方公里，海拔高度740米，2010年人口22,366，人口密度每平方公里92.98人。